# Nils Albrekt Stefan von Lantingshausen von Höpken

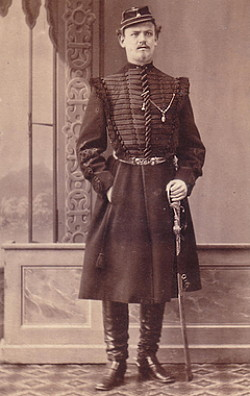
Nils Albrekt Stefan von Lantingshausen von Höpken.

Nils Albrekt Stefan von Lantingshausen von Höpken, född 25 juni 1846 i Stockholm, död 4 december 1906 i Stockholm, var en svensk friherre, godsägare, landskapsmålare och fartygskonstruktör. Han innehade bland annat fideikommisset Bogesunds slott.

## Biografi

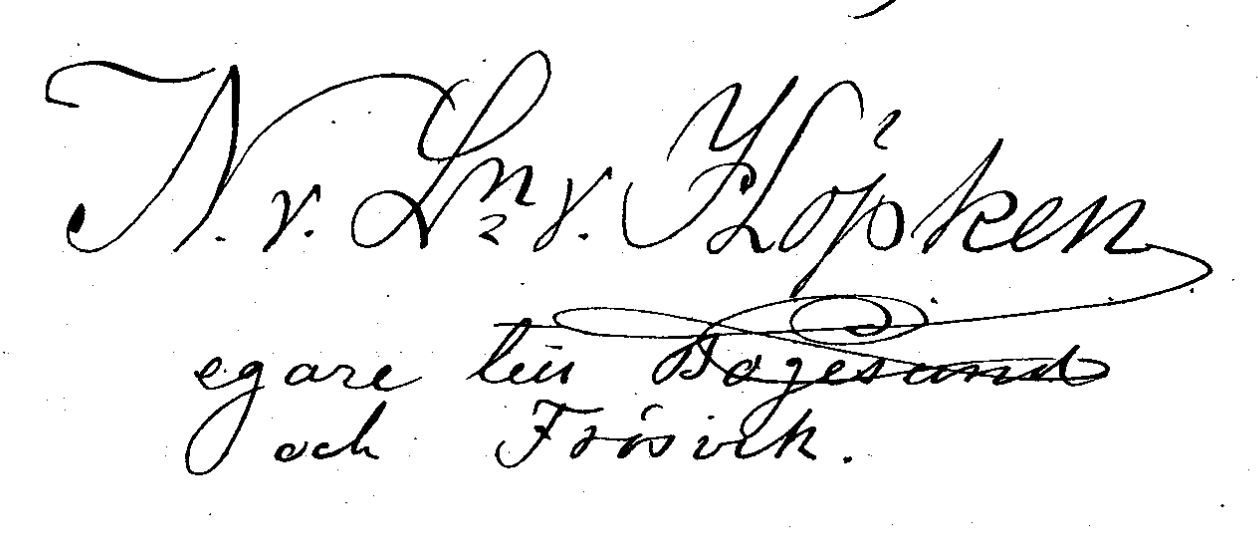
von Höpkens signatur, 1874.

Nils Albrekt Stefan von Lantingshausen von Höpken var son till Nils Albrekt von Lantingshausen von Höpken och Clotilda von Bosanyi. Han var student vid Uppsala universitet 1863 och blev fanjunkare vid Livgardet till häst samma år. Han avlade officersexamen 1864 och blev underlöjtnant vid nämnda dragonkår 1865. Sitt avsked från militärtjänsten skedde i maj 1870. Ett år senare gifte han sig med skådespelerskan Greta Dahlqvist, dotter till skådespelaren Georg Dahlqvist. Paret fick fyra barn. Han var kappseglare och konstruerade ett stort antal kappseglingsbåtar som byggdes på Tenövarv intill Bogesund samt var en tid vice ordförande i KSSS och initierade bland annat byggandet av KSSS klubbhus i Sandhamn 1897. 
Nils Albrekt Stefan von Lantingshausen von Höpken  blev genom arv ägare till fideikommisset Bogesunds slott i Östra Ryds socken och till bostadshuset Hovslagargatan 3 på Blasieholmen i Stockholm. Under honom vidareutvecklades Bogesund med bland annat trädgårdsmästarbostaden Parkvillan som uppfördes 1895. Han jordfästes den 8 december 1906 i Bogesunds slottskapell och fick sin sista vila i familjekryptan under kapellet. Egendomen fick under sonen, Nils von Lantinghausen von Höpken, dåligt rykte på grund av vanvård och exproprierades slutligen 1946 av staten.